# Christians Sogn (Fredericia)
 For alternative betydninger, se Christians Sogn. (Se også artikler, som begynder med Christians Sogn)
Christians Sogn er et sogn i Fredericia Provsti (Haderslev Stift).
Christians Sogn blev oprettet i 1949 efter at Christianskirken (Fredericia) var opført i 1931. Det blev udskilt fra Sankt Michaelis Sogn og Trinitatis Sogn (Fredericia), der begge lå i Fredericia købstad, som geografisk havde hørt til Elbo Herred i Vejle Amt. Ved kommunalreformen i 1970 var Fredericia købstad kernen i Fredericia Kommune.
I Christians Sogn findes følgende autoriserede stednavne:
- Hyby Lund (bebyggelse)
- Nørremark (bebyggelse)